# Nicole Melichar
Nicole Melichar (2021-től férje után Nicole Melichar-Martinez) (Brno, 1993. július 29. –) amerikai hivatásos teniszezőnő, vegyes párosban Grand Slam-győztes.
Cseh származású, szüleivel 1 éves korában költöztek Amerikába. Eredeti cseh neve: Nicole Melicharová.
2010-ben kezdte profi pályafutását. 15 páros WTA-torna győztese, emellett párosban két WTA 125K-, valamint 2 egyéni és 6 páros ITF-tornán végzett az első helyen. Legjobb egyéni világranglista-helyezése a 400. hely volt 2012. szeptember 24-én, párosban a 6. helyezés 2023. július 3-án.
A Grand Slam tornákon legjobb eredményét a cseh Květa Peschke párjaként a 2018-as wimbledoni teniszbajnokságon, valamint a kínai Hszü Ji-fan párjaként a 2020-as US Openen érte el, amelyeken a döntőbe jutottak. 2018-ban Wimbledonban az osztrák Alexander Peya párjaként a vegyes páros győztese lett.

## Grand Slam-döntői

### Páros

#### Elveszített döntői (2)
| Év   | Bajnokság | Borítás | Partner       | Ellenfél                              | Eredmény      |
| ---- | --------- | ------- | ------------- | ------------------------------------- | ------------- |
| 2018 | Wimbledon | Fű      | Květa Peschke | Barbora Krejčíková Kateřina Siniaková | 4–6, 6–4, 0–6 |
| 2020 | US Open   | Kemény  | Hszü Ji-fan   | Laura Siegemund Vera Zvonarjova       | 4–6, 4–6      |

### Vegyes páros

#### Győzelmei (1)
| Év   | Bajnokság | Borítás | Partner        | Ellenfél                        | Eredmény    |
| ---- | --------- | ------- | -------------- | ------------------------------- | ----------- |
| 2018 | Wimbledon | Fű      | Alexander Peya | Viktorija Azaranka Jamie Murray | 7–6(1), 6–3 |

## WTA döntői

### Páros

#### Győzelmei (15)
| Összesítés            |                               |
| Grand Slam-torna (0)  |                               |
| Premier Mandatory (0) | WTA 1000 (mandatory)* (0)     |
| Premier Five (0)      | WTA 1000 (non-mandatory)* (0) |
| Premier (4)           | WTA 500* (5)                  |
| International (4)     | WTA 250* (2)                  |
| WTA Finals (0)        |                               |

*2021-től megváltozott a tornák kategóriáinak elnevezése.
|     | Dátum                | Torna                                                   | Borítás      | Partner              | Ellenfelek a döntőben                                                                         | Eredmény a döntőben | Eredmény a döntőben |
| 1.  | 2017. május 27.      | Nürnberger Versicherungscup, Nürnberg, Németország      | Salak        | Anna Smith           | Kirsten Flipkens Johanna Larsson                                                              | 3–6, 6–3, [11–9]    |                     |
| 2.  | 2018. május 4.       | J&T Banka Prague Open, Prága, Csehország                | Salak        | Květa Peschke        | Mihaela Buzărnescu Lidzija Marozava                                                           | 6–4, 6–2            |                     |
| 3.  | 2018. október 14.    | Tianjin Open, Tiencsin, Kína                            | Kemény       | Květa Peschke        | Monique Adamczak Jessica Moore                                                                | 6–4, 6–2            |                     |
| 4.  | 2019. január 5.      | Brisbane International, Brisbane, Ausztrália            | Kemény       | Květa Peschke        | Csan Hao-csing Latisha Chan                                                                   | 6–1, 6–1            |                     |
| 5.  | 2019. augusztus 4.   | Silicon Valley Open, San José, Egyesült Államok         | Kemény       | Květa Peschke        | Aojama Súko Ena Shibahara                                                                     | 6–4, 6–4            |                     |
| 6.  | 2019. szeptember 15. | Zhengzhou Open, Csengcsou, Kína                         | Kemény       | Květa Peschke        | Yanina Wickmayer Tamara Zidanšek                                                              | 6–1, 7–6(2)         |                     |
| 7.  | 2020. január 17.     | Adelaide International, Adelaide, Ausztrália            | Kemény       | Hszü Ji-fan          | Gabriela Dabrowski Darija Jurak                                                               | 2–6, 7–5, [10–5]    |                     |
| 8.  | 2020. szeptember 26. | Internationaux de Strasbourg, Strasbourg, Franciaország | Salak        | Demi Schuurs         | Hayley Carter Luisa Stefani                                                                   | 6–4, 6–3            |                     |
| 9.  | 2021. március 5.     | Qatar Total Open, Doha, Katar                           | Kemény       | Demi Schuurs         | Monica Niculescu Jeļena Ostapenko                                                             | 6–2, 2–6, [10–8]    |                     |
| 10. | 2021. április 11.    | Volvo Cars Open, Charleston, USA                        | Salak (zöld) | Demi Schuurs         | Marie Bouzková Lucie Hradecká                                                                 | 6–2, 6–4            |                     |
| 11. | 2022. május 21.      | Internationaux de Strasbourg, Strasbourg, Franciaország | Salak        | Daria Saville        | Lucie Hradecká Szánija Mirza                                                                  | 5–7, 7–5, [10–6]    |                     |
| 12. | 2022. augusztus 28.  | Tennis in the Land, Cleveland, Ohio, USA                | Kemény       | Ellen Perez          | Anna Danilina Aleksandra Krunić                                                               | 7–5, 6–3            |                     |
| 13. | 2024. március 3.     | San Diego Open, San Diego, USA                          | Kemény       | Ellen Perez          | Desirae Krawczyk Jessica Pegula                                                               | 6–1, 6–2            |                     |
| 14. | 2024. június 29.     | Bad Homburg Open, Bad Homburg, Németország              | Fű           | Ellen Perez          | Csan Hao-csing Veronyika Kugyermetova                                                         | 4–6, 6–3, [10–8]    |                     |
| 15. | 2024. szeptember 22. | Korea Open, Szöul, Dél-Korea                            | Kemény       | Ljudmila Szamszonova | [[Fájl:Flag of Sablon:Zászló/JAP.svg\|22px\|keret\|class=noviewer\|JAP]] Kato Miju Csang Suaj | 6–1, 6–0            |                     |

#### Elveszített döntői (27)
|     | Dátum                | Torna                                                    | Borítás    | Partner              | Ellenfelek a döntőben                 | Eredmény a döntőben | Eredmény a döntőben |
| 1.  | 2015. október 12.    | Tianjin Open, Tiencsin, Kína                             | Kemény     | Darija Jurak         | Hszü Ji-fan Cseng Szaj-szaj           | 2–6, 6–3, [8–10]    |                     |
| 2.  | 2017. március 5.     | Malaysian Open, Kuala Lumpur, Malajzia                   | Kemény     | Makoto Ninomiya      | Ashleigh Barty Casey Dellacqua        | 6–7(5), 3–6         |                     |
| 3.  | 2017. április 30.    | Istanbul Cup, Isztambul, Törökország                     | Salak      | Elise Mertens        | Dalila Jakupović Nagyija Kicsenok     | 6–7(6), 2–6         |                     |
| 4.  | 2017. október 20.    | Kreml Kupa, Moszkva, Oroszország                         | Kemény (f) | Anna Smith           | Babos Tímea Andrea Hlaváčková         | 2–6, 6–3, [3–10]    |                     |
| 5.  | 2018. április 29.    | Porsche Tennis Grand Prix, Stuttgart, Németország        | Salak (f)  | Květa Peschke        | Raquel Atawo Anna-Lena Grönefeld      | 4–6, 7–6(5), [5–10] |                     |
| 6.  | 2018. július 14.     | Wimbledoni teniszbajnokság, London, Egyesült Királyság   | Fű         | Květa Peschke        | Barbora Krejčíková Kateřina Siniaková | 4–6, 6–4, 0–6       |                     |
| 7.  | 2019. május 3.       | Prague Open, Prága, Csehország                           | Salak      | Květa Peschke        | Anna Kalinszkaja Viktória Kužmová     | 6–4, 5–7, [7–10]    |                     |
| 8.  | 2019. május 25.      | Nürnberger Versicherungscup, Nürnberg, Németország       | Salak      | Sharon Fichman       | Gabriela Dabrowski Hszü Ji-fan        | 6–4, 6–7(5), [5–10] |                     |
| 9.  | 2020. augusztus 29.  | Cincinnati Open, New York, Amerikai Egyesült Államok     | Kemény     | Hszü Ji-fan          | Květa Peschke Demi Schuurs            | 1–6, 6–4, [4–10]    |                     |
| 10. | 2020. szeptember 11. | US Open, New York, Amerikai Egyesült Államok             | Kemény     | Hszü Ji-fan          | Laura Siegemund Vera Zvonarjova       | 4–6, 4–6            |                     |
| 11. | 2021. június 20.     | German Open, Berlin, Németország                         | Fű         | Demi Schuurs         | Viktorija Azaranka Arina Szabalenka   | 6–4, 5–7, [4–10]    |                     |
| 12. | 2021. június 26.     | Viking International, Eastbourne, Egyesült Királyság     | Fű         | Demi Schuurs         | Aojama Súko Sibahara Ena              | 1–6, 4–6            |                     |
| 13. | 2022. augusztus 14.  | Canadian Open, Toronto, Kanada                           | Kemény     | Ellen Perez          | Cori Gauff Jessica Pegula             | 4–6, 7–6(5), [5–10] |                     |
| 14. | 2022. augusztus 20.  | Cincinnati Open, Mason (Ohio), Egyesült Államok          | Kemény     | Ellen Perez          | Ljudmila Kicsenok Jeļena Ostapenko    | 6–7(5), 3–6         |                     |
| 15. | 2022. szeptember 25. | Pan Pacific Open, Tokió, Japán                           | Kemény     | Ellen Perez          | Gabriela Dabrowski Giuliana Olmos     | 4–6, 4–6            |                     |
| 16. | 2022. október 2.     | Tallinn Open, Tallinn, Észtország                        | Kemény (f) | Laura Siegemund      | Ljudmila Kicsenok Nagyija Kicsenok    | 5–7, 6–4, [7–10]    |                     |
| 17. | 2023. március 5.     | ATX Open, Austin, Amerikai Egyesült Államok              | Kemény     | Ellen Perez          | Erin Routliffe Aldila Sutjiadi        | 4–6, 6–3, [8–10]    |                     |
| 18. | 2023. április 23.    | Stuttgart Grand Prix, Stuttgart, Németország             | Salak (f)  | Giuliana Olmos       | Desirae Krawczyk Demi Schuurs         | 4–6, 1–6            |                     |
| 19. | 2023. július 1.      | Eastbourne International, Eastbourne, Egyesült Királyság | Fű         | Ellen Perez          | Desirae Krawczyk Demi Schuurs         | 2–6, 4–6            |                     |
| 20. | 2023. augusztus 20.  | Cincinnati Open, Cincinnati, Egyesült Államok            | Kemény     | Ellen Perez          | Alycia Parks Taylor Townsend          | 7–6(1), 4–6, [6–10] |                     |
| 21. | 2023. augusztus 27.  | Tennis in the Land, Cleveland, Egyesült Államok          | Kemény     | Ellen Perez          | Kato Miju Aldila Sutjiadi             | 4–6, 7–6(4), [8–10] |                     |
| 22. | 2023. november 5.    | WTA Finals, Cancún, Mexikó                               | Kemény     | Ellen Perez          | Laura Siegemund Vera Zvonarjova       | 4–6, 4–6            |                     |
| 23. | 2024. február 4.     | Linz Open, Linz, Ausztria                                | Kemény (f) | Ellen Perez          | Sara Errani Jasmine Paolini           | 5–7, 6–4, [7–10]    |                     |
| 24. | 2024. február 25.    | Dubai Duty Championships, Dubaj, Egyesült Arab Emírségek | Kemény     | Ellen Perez          | Storm Hunter Kateřina Siniaková       | 4–6, 2–6            |                     |
| 25. | 2024. október 20.    | Ningbo Open, Ningpo, Kína                                | Kemény     | Ellen Perez          | Demi Schuurs Jüan Jüe                 | 3–6, 3–6            |                     |
| 26. | 2025. május 24.      | Internationaux de Strasbourg, Strasbourg, Franciaország  | Salak      | Kuo Han-jü           | Babos Tímea Luisa Stefani             | 3–6, 7–6(3), [7–10] |                     |
| 26. | 2025. június 14.     | Libema Open, Rosmalen, Hollandia                         | Fű         | Ljudmila Szamszonova | Irina Hromacsova Stollár Fanny        | 5–7, 3–6            |                     |

## WTA 125K-döntői

### Páros: 2 (2–0)
| Eredmény | No. | Dátum             | Torna                                     | Borítás | Partner             | Ellenfelek a döntőben                    | Eredmény |
| -------- | --- | ----------------- | ----------------------------------------- | ------- | ------------------- | ---------------------------------------- | -------- |
| Győztes  | 1.  | 2016. március 19. | San Antonio Open, San Antonio, Texas, USA | Kemény  | Anna-Lena Grönefeld | Klaudia Jans-Ignacik Anastasia Rodionova | 6–1, 6–3 |
| Győztes  | 2.  | 2024. május 5.    | Catalonia Open, Lleida, Spanyolország     | Salak   | Ellen Perez         | Katarzyna Piter Mayar Sherif             | 7–5, 6–2 |

## ITF döntői (9–12)

### Egyéni (2–2)
| Díjazás        |
| -------------- |
| $100,000 torna |
| $75,000 torna  |
| $50,000 torna  |
| $25,000 torna  |
| $15,000 torna  |
| $10,000 torna  |

| Borításonként |
| ------------- |
| Kemény (2–2)  |
| Salak (0–0)   |
| Fű (0–0)      |
| Szőnyeg (0–0) |

| Eredmény | No. | Dátum              | Torna                        | Borítás | Ellenfél          | Eredmény      |
| -------- | --- | ------------------ | ---------------------------- | ------- | ----------------- | ------------- |
| Döntős   | 1.  | 2011. július 18    | Evansville, Egyesült Államok | Kemény  | Elizabeth Ferris  | 2–6, 1–6      |
| Győztes  | 1.  | 2012. április 9.   | Antalya, Törökország         | Kemény  | Hülya Esen        | 6–4, 6–3      |
| Győztes  | 2.  | 2012. április 30.  | Antalya, Törökország         | Kemény  | Angelina Gabujeva | 5–7, 6–4, 6–1 |
| Döntős   | 2.  | 2014. november 17. | Szúsza, Tunézia              | Kemény  | Viktorija Tomova  | 3–6, 2–6      |

### Páros (7–10)
| Díjazás        |
| -------------- |
| $100,000 torna |
| $75,000 torna  |
| $50,000 torna  |
| $25,000 torna  |
| $15,000 torna  |
| $10,000 torna  |

| Borításonként |
| ------------- |
| Kemény (3–7)  |
| Salak (4–3)   |
| Fű (0–0)      |
| Szőnyeg (0–0) |

| Eredmény | No. | Dátum                | Torna                           | Borítás | Partner              | Ellenfél                                   | Eredmény               |
| -------- | --- | -------------------- | ------------------------------- | ------- | -------------------- | ------------------------------------------ | ---------------------- |
| Döntős   | 1.  | 2010. május 24.      | Sumter, Egyesült Államok        | Kemény  | Alexandra Leatu      | Alexandra Mueller Ashley Weinhold          | 1–6, 3–6               |
| Döntős   | 2.  | 2011. november 7.    | Monasztir, Tunézia              | Kemény  | Anastasia Kharchenko | Anita Husarić Viktorija Tomova             | 3–6, 7–5, [5–10]       |
| Győztes  | 1.  | 2012. március 19.    | Metepec, Mexikó                 | Kemény  | Elizabeth Ferris     | Liz Tatiane Koehler Bogarin Brianna Morgan | 6–3, 6–1               |
| Döntős   | 3.  | 2012. április 16.    | Antalya, Törökország            | Kemény  | Lauren Megale        | Nicola Geuer Janina Toljan                 | 2–6, 2–6               |
| Döntős   | 4.  | 2012. április 30.    | Antalya, Törökország            | Kemény  | Angelina Gabujeva    | Yuka Mori Kaori Onishi                     | 2–6, 4–6               |
| Győztes  | 2.  | 2013. március 4.     | Antalya, Törökország            | Salak   | Gioia Barbieri       | Bukta Ágnes Vivian Juhászová               | 7–6(2), 6–4            |
| Győztes  | 3.  | 2013. március 11.    | Antalya, Törökország            | Salak   | Anamika Bhargava     | Alena Fomina Sofia Shapatava               | 6–7(7), 6–3, [10–7]    |
| Döntős   | 5.  | 2013. március 18.    | Antalya, Törökország            | Kemény  | Anamika Bhargava     | Okszana Kalasnikova Ksenia Palkina         | 1–6, 3–6               |
| Döntős   | 6.  | 2013. május 27.      | Sarm es-Sejk, Egyiptom          | Kemény  | Anastasia Kharchenko | Veronika Stotyka Vladyslava Zanosiyenko    | 3–6, 4–6               |
| Győztes  | 4.  | 2013. július 15.     | Portland, Egyesült Államok      | Kemény  | Irina Falconi        | Sanaz Marand Ashley Weinhold               | 4–6, 6–3, [10–8]       |
| Győztes  | 5.  | 2014. január 20.     | Daytona Beach, Egyesült Államok | Salak   | Teodora Mirčić       | Asia Muhammad Allie Will                   | 6–7(5), 7–6(1), [10–1] |
| Döntős   | 7.  | 2014. szeptember 15. | Albuquerque, Egyesült Államok   | Kemény  | Allie Will           | Jan Abaza Melanie Oudin                    | 2–6, 3–6               |
| Döntős   | 8.  | 2015. május 11.      | Saint-Gaudens, Franciaország    | Salak   | Beatriz Haddad Maia  | Mariana Duque Mariño Julia Glushko         | 6–1, 6–7(5), [4–10]    |
| Döntős   | 9.  | 2015. június 1.      | Marseille, Franciaország        | Salak   | Marina Zanevszka     | Tatiana Búa Laura Thorpe                   | 3–6, 6–3, [6–10]       |
| Győztes  | 6.  | 2016. május 30.      | Marseille, Franciaország        | Salak   | szie Su-vej          | Jana Čepelová Lourdes Domínguez Lino       | 1–6, 6–3, [10–3]       |
| Döntős   | 10. | 2016. július 4.      | Contrexéville, Franciaország    | Salak   | Renata Voráčová      | Cindy Burger Laura Pous Tió                | 1–6, 3–6               |
| Győztes  | 7.  | 2017. február 11.    | Launceston, Ausztrália          | Kemény  | Monique Adamczak     | Georgia Brescia Tamara Zidanšek            | 6–1, 6–2               |

## Eredményei Grand Slam-tornákon

### Páros
| Grand Slam | Australian Open       | Australian Open                    | Roland Garros               | Roland Garros                     | Wimbledon                   | Wimbledon                             | US Open                  | US Open                               |
| Év         | Eredmény Partner      | Utolsó ellenfél                    | Eredmény Partner            | Utolsó ellenfél                   | Eredmény Partner            | Utolsó ellenfél                       | Eredmény Partner         | Utolsó ellenfél                       |
| 2015       | –                     | –                                  | –                           | –                                 | 1. kör Csan Csin-vej        | Karin Knapp Roberta Vinci             | –                        | –                                     |
| 2016       | 1. kör Darija Jurak   | Maria Sanchez Stephanie Vogt       | 1. kör Alicja Rosolska      | Liang Csen Vang Ja-fan            | 1. kör Hszie Su-vej         | Peng Suaj Csang Suaj                  | 2. kör Viktorija Golubic | Szánija Mirza Barbora Strýcová        |
| 2017       | –                     | –                                  | 1. kör Lauren Davis         | Lucie Hradecká Kateřina Siniaková | 1. kör Anna Smith           | Sz Kuznyecova Kristina Mladenovic     | 1. kör Anna Smith        | Raquel Atawo Sabine Lisicki           |
| 2018       | 3. kör Květa Peschke  | Jennifer Brady Vania King          | 3. kör Květa Peschke        | Babos Tímea Kristina Mladenovic   | Döntő Květa Peschke         | Barbora Krejčíková Kateřina Siniaková | 2. kör Květa Peschke     | Dalila Jakupović Irina Hromacsova     |
| 2019       | 3. kör Květa Peschke  | Jennifer Brady Alison Riske        | Negyeddöntő Květa Peschke   | Kirsten Flipkens Johanna Larsson  | Negyeddöntő Květa Peschke   | Babos Tímea Kristina Mladenovic       | 2. kör Květa Peschke     | Cori Gauff Caty McNally               |
| 2020       | 1. kör Hszü Ji-fan    | Jennifer Brady Caroline Dolehide   | Elődöntő Iga Świątek        | Alexa Guarachi Desirae Krawczyk   | elmaradt                    | elmaradt                              | Döntő Hszü Ji-fan        | Laura Siegemund Vera Zvonarjova       |
| 2021       | Elődöntő Demi Schuurs | Elise Mertens Arina Szabalenka     | 3. kör Demi Schuurs         | A Pavljucsenkova Jelena Ribakina  | 1. kör Demi Schuurs         | Andreea Mitu Monica Niculescu         | 1. kör Demi Schuurs      | Anastasia Rodionova Arina Rodionova   |
| 2022       | 3. kör Alexa Guarachi | Petra Martić Shelby Rogers         | 1. kör Ellen Perez          | Alicja Rosolska Erin Routliffe    | Negyeddöntő Ellen Perez     | Barbora Krejčíková Kateřina Siniaková | Elődöntő Ellen Perez     | Barbora Krejčíková Kateřina Siniaková |
| 2023       | 2. kör Ellen Perez    | Marta Kosztyuk Elena-Gabriela Ruse | Elődöntő Ellen Perez        | Hszie Su-vej Vang Hszin-jü        | 1. kör Ellen Perez          | J Alekszandrova Jang Csao-hszüan      | 2. kör Ellen Perez       | Magda Linette Bernarda Pera           |
| 2024       | 1. kör Ellen Perez    | Vu Fang-hszien Csu Lin             | 3. kör Ellen Perez          | Kato Miju Nagyija Kicsenok        | 2. kör Ellen Perez          | Babos Tímea Nagyija Kicsenok          | Negyeddöntő Ellen Perez  | Kristina Mladenovic Csang Suaj        |
| 2025       | 3. kör Babos Tímea    | Hszie Su-vej Jeļena Ostapenko      | 2. kör Ljudmila Szamszonova | I-C Begu Yanina Wickmayer         | 3. kör Ljudmila Szamszonova | Kateřina Siniaková Taylor Townsend    |                          |                                       |

## Év végi világranglista-helyezései
| Év     | 2010 | 2011 | 2012 | 2013 | 2014 | 2015 | 2016 | 2017 | 2018 | 2019 | 2020 | 2021 | 2022 | 2023 | 2024 |
| Egyéni | 887. | 666. | 424. | 488. | 803. | 463. | 872. | 739. | 876. | 798. | 822. | –    | –    | –    | –    |
| Páros  | 697. | 478. | 320. | 184. | 124. | 69.  | 88.  | 39.  | 15.  | 20.  | 11.  | 12.  | 19.  | 15.  | 12.  |